# Vrandol
Vrandol (cyr. Врандол) – wieś w Serbii, w okręgu pirockim, w gminie Bela Palanka. W 2011 roku liczyła 289 mieszkańców.